# فرانسيس أوبراين
فرانسيس أوبراين (بالإنجليزية: Frances O'Brien)‏ (24 يونيو 1840 في جمهورية أيرلندا - 5 أبريل 1883، دبلن في جمهورية أيرلندا)؛ شاعرة وروائية أيرلندية.